# Eumenes aemilianus
Eumenes aemilianus är en stekelart som beskrevs av Guiglia 1951. Eumenes aemilianus ingår i släktet krukmakargetingar, och familjen Eumenidae. Inga underarter finns listade i Catalogue of Life.